# لوسيا، جامايكا
لوسيا، جامايكا هي مدينة، تتبع أبرشية هانوفر ‏، بلغ عدد سكانها 6٬002 نسمة.

## أعلام
- إنيد غونزالفز
- بارينغتون واتسون
- ليندسي باريت
- آرون لورانس
- إيرول لويد